# Queensberry ház
A Queensberry ház XVII. századi eredetű épület, amely „A“ kategóriás műemléki védelem alatt álló épület. Az épület a skóciai Edinburgh-ban található, a Royal Mile Canongate szakaszának déli oldalán. A Skót Parlament északnyugati sarkához csatlakozik. Az épületben található a Parlament elnökének irodája, valamint két helyettes elnök, a Parlament főigazgatója és más alkalmazottak irodái.

## Története

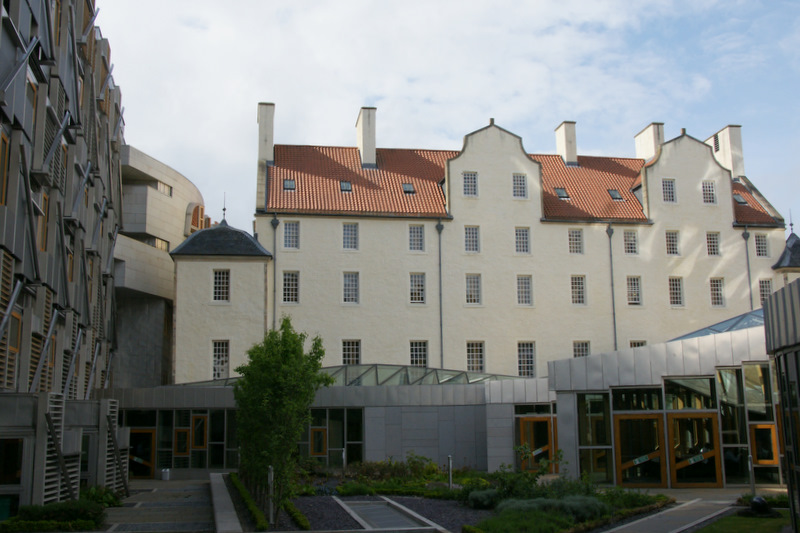
Az épület Skót Parlament felé eső oldala

Az edinburgh-i Canongate déli oldalán levő két ház a neves kőműves, Gilbert Cleuch tulajdonában volt. Cleuch ezeket a házakat lányainak adta vagy hagyta örökségül: Margaret Cleuch-ra, akit a sörfőző Peter Wood vett feleségül, és Helen Cleuch-ra, aki William Gray felesége lett. Jerome Bowie 1581-ben vásárolta meg Helen Cleuch és William Gray tulajdonának egy részét. James Bowie, Jerome fia, 1617-re már mindkét ingatlan egyetlen tulajdonosa volt. Utána lánya, Anna Bowie birtokolta (1642) az ingatlanokat. Végül ezeket az ingatlanokat Charles Maitland of Hatton vásárolta meg. A Skót Parlament építése előtt végzett régészeti ásatások során felfedezték, hogy a területen fémmegmunkálás nyomai találhatók, ami valószínűleg a nemesfémek vizsgálatával és finomításával kapcsolatos. Mivel Lord Hatton a skót pénzverde mestere volt, az archeológusok feltételezik, hogy a házat műhellyé alakították át, hogy ott a királyi pénzverde pénzérméit rontsák meg.
A kúria épületét 1667-ben építették Dame Margaret Douglas of Balmakellie számára. Maitland házát William Douglas, Queensberry első hercege vásárolta meg 1686-ban. 1695-ben itt halt meg, majd fia, James, Queensberry második hercege örökölte, aki egyik skót aláírója volt az 1707-es Egyesülési törvénynek. A szerződés aláírása közfelháborodást váltott ki, árulónak és önzőnek tartották, mivel címet (Dover hercegévé ( 1708) és pénzt kapott az aláírásért. A dühös edinburghi tömeg megtámadta a házát. 1711-es halála után a házat második fia, Charles Douglas örökölte, aki 1698-ban ebben a házban született. Felesége, Catherine, a költő John Gay pártfogója volt, aki többször is meglátogatta őket.
A New Town megnyitásával sok tehetős család kiköltözött a környékről, és a ház megszűnt a hercegek fő rezidenciája lenni, bérleménnyé alakították át. Végül William Aitchison vásárolta meg 1801-ben, aki eltávolította a belső berendezéseket, a fa burkolatokat és a míves kandallókat.
1803 és 1996 között az épület kórházként működött. Az 1830-as évek kolerajárvány időszakában kifejezetten kolerakórházként használták. Az 1850-es években a ház menedékház és éjszakai szálláshely lett hajléktalanok számára, és ez a funkciója egészen a második világháborúig megmaradt. 1945-től az idős hajléktalanok hosszú távú otthonává vált. Az épületet 1997-ben a skót kormány vásárolta meg.

## A kannibál idióta
James Douglas-t, a Queensberry hercegi cím örökösét gyengeelméjűnek és erőszakos őrültnek írták le. Gyermekkora óta felügyelet alatt tartották az Queensberry Házban.
Amikor 1707-ben aláírták az egyesülési okmányt, a felügyeletére rendeltek bekapcsolódtak az egyesülést ellenzők keltette zavargásba, James kiszabadult. A tíz éves gróf lemészárolt egy fiatal szolgálót a ház konyhájában, nyárson megsütötte, és elkezdte enni, mielőtt rátalálták és elfogták volna. Innen származik gúnyneve: „kannibál idióta”. Az – állítólag – általa használt sütő a Queensberry House pincéjének egyik helyiségében ma is megtekinthető. A pince 2012-ig a Parlament Juttatási Hivatala részeként a skót képviselők és vendégeik privát bárja volt.